# MechWarrior 2: 31st Century Combat
MechWarrior 2: Kampfspiel im 31. Jahrhundert (engl. OT: MechWarrior 2: 31st Century Combat) ist eine Kampfsimulation von Activision für PC, PlayStation und Sega Saturn. Der Spieler übernimmt wie im Vorgänger die Steuerung eines BattleMechs, den er durch dreidimensional gestaltete, futuristische Spielwelten steuert und mit dem er verschiedene Kampfaufträge gegen ähnlich bewaffnete Gegner übernimmt.
MechWarrior 2 kam 1995 zunächst für MS-DOS-kompatibles DOS, Windows und 1996 für Mac OS auf den Markt und wurde 1997 mit einigen Anpassungen auch als MechWarrior 2: Arcade Combat Edition auf die PlayStation und Sega Saturn portiert.

## Handlung
→ Siehe: BatteTech – Die Welt von BattleTech
MechWarrior 2 spielt im Jahr 3058. Die Clans, die die Innere Sphäre erobern wollten, sind durch die Niederlage auf Tukayyid an einen Waffenstillstand gebunden, der innerhalb der Clans jedoch zu Unzufriedenheit und Spannungen führt. Der Spieler kann sich wahlweise auf die Seite des Wolf-Clans oder als Kreuzritter auf Seiten der Jadefalken stellen.

## Spielprinzip
Das Spiel bietet die Wahl zwischen einem Kampagnenmodus mit zwei Kampagnen zu 16 Missionen und einem Hordemodus. In letzterem tritt der Spieler gegen immer neue Gegnerwellen an, die er ausschalten muss. Das Spiel endet mit der Vernichtung des eigenen Mechs.
Der Kampagnenmodus erzählt eine fortlaufende Handlung wahlweise aus Sicht eines MechWarriors des Wolfsclans oder des Clans der Jadefalken. Die jeweils 16 Missionen sind unterteilt in Primär-, Sekundär- und Tertiärziele, von denen erstere zur Erfüllung der Mission notwendig sind, während die anderen zusätzliche Prestigepunkte bringen. Das Missionsspektrum reicht von Angriffs- und Vernichtungsaufträgen über Begleitschutzmissionen bis hin zur Verteidigung eigener Strukturen gegen anrückende Feinde. Der Spieler kann zwischen 15 Omni-Mechs der Clans wählen, deren Waffen und Ausrüstung, er ebenfalls mitbestimmen kann. Limitiert wird er dabei, wie in der Spielreihe üblich, durch das zulässige Gewicht und die Hitzeentwicklung.
Die Missionen werden hauptsächlich aus einer Cockpit-Ansicht des Mechs mit Radarkarten und verschiedenen Informationseinblendungen betrachtet, wobei weitere Kameramodi wie z. B. eine Zoomfunktion oder eine Außenansicht gewählt werden können. Der Spieler steuert seinen Mech direkt durch die dreidimensional gestalteten Missionskarten, die verschiedenen Szenerien wie Städte, Steppenlandschaften oder Canyons nachempfunden sind. Der Spieler wird von bis zu zwei weiteren MechWarriorn begleitet, deren Ausrüstung er ebenfalls im Vorfeld der Mission bestimmen kann und denen er während der Mission einfache taktische Anweisungen geben kann. Das Spiel besitzt drei Schwierigkeitsgrade, zusätzlich kann der Spieler im Menü verschiedene Cheat-Funktionen aktivieren (unendlich Munition, unverwundbar, kein Kollisionsschaden). Wenn er einen Cheat aktiviert wird die Mission jedoch als nicht erfolgreich abgeschlossen gewertet.
Nach jeweils drei Missionen steht ein sogenanntes Trial an, in dem es um den Aufstieg innerhalb der Clanhierarchie geht. Wie beim Hordemodus muss man Gegnerwellen bekämpfen. Besteht man gegen eine Welle, steigt man um einen Rang auf. Überlebt man auch die zweite Welle, steigt man um 2 Ränge auf. Ziel ist es, am Ende den Rang des Khans zu erreichen und damit oberster Anführer des Clans zu werden.

## Entwicklung
Das Spiel entstand intern bei Activision, da das Entwicklerstudio des Vorgängers, Dynamix, 1990 von Sierra übernommen worden war und mit Metaltech: Earthsiege ein Konkurrenzprodukt entwickelte. Das Spiel sollte nach ursprünglichen Planungen im Oktober 1994 auf den Markt kommen, doch ungefähr nach der Hälfte des Entwicklungsprozesses kam es zu einem Austausch des nahezu gesamten Entwicklerteams. Die Grafik besteht aus teilweise texturverkleideter Vektorgrafik, das Programm unterstützt die Auflösungen 320×200, 640×480 und 1024×768 Bildpunkte. Die Zwischensequenzen wurden von Digital Domain entwickelt, einem Spezialeffekte-Unternehmen des Filmregisseurs James Cameron. Der Netzwerkmodus für Mehrspieler lag der ursprünglich veröffentlichten DOS-Version zunächst in einer funktionsreduzierten Demo-Fassung bei. Mit Veröffentlichung der Pentium Edition wurde er vollwertiger Bestandteil des Spiels.
Die Portierung auf Spielkonsolen übernahm der Entwickler Quantum Factory, der das Spielprinzip der PC-Variante zwar aufgriff, jedoch konsolentypisch modifizierte. Es existierten Pläne zur Portierung auf die nie veröffentlichte Spielkonsole Panasonic M2. Das Spielprinzip wurde weniger simulationslastig, dafür mit arcade-artigen Kämpfen gegen mehr Gegner gestaltet. Dazu zählt auch die Einbindung von Power-ups (z. B. Unbesiegbarkeit, Unsichtbarkeit, erhöhte Feuerrate, Mech-Beschleunigung). Andere Optionen, wie die Außenperspektive, wurden dagegen entfernt. Die Spiele wurden für beide Konsolen von Grund auf mit einer neuen Engine programmiert. Zusätzlich zu den jeweils 16 Clan-Missionen beinhalten die Konsolenversionen 16 speziell für das angepasste Spielprinzip entwickelte Missionen. Auf der PlayStation wurde außerdem ein Zwei-Spieler-Modus via Playlink-Kabel integriert.

## Add-ons

### Ghost Bear’s Legacy
Die erste Erweiterung erschien im November 1995 und eröffnet dem Spieler die Möglichkeit, als Mitglied des Clans Geisterbär zu spielen. Eine Kampagne mit zwölf neuen Missionen dreht sich um den Diebstahl des Erbguts der Clangründer Hans Ole Jorgensson und Sandra Tseng durch ein angebliches Angriffsteam des Draconis-Kombinats der Inneren Sphäre. Tatsächlich erweist sich die Identität als nicht so offensichtlich, wie es zunächst den Anschein hat. Die Spur führt über den Clan Nebelparder zum Clan Wolf und dessen Splittergruppe der Jadewölfe.
Die Erweiterung bringt 14 neue Omni-Mechs, neue Szenarien (Weltraum, Unterwasser) und neue Soundtrack-Stücke. Beendet der Spieler die Kampagne zudem ohne eine einzige Niederlage, schaltet er eine fünfteilige Bonuskampagne zur Erlangung eines „Blutnamens“ frei.

### Mercenaries
MechWarrior 2: Mercenaries wurde ab 1996 als separates Spiel vertrieben und verfügt über ein geringfügig geändertes Spielprinzip: Statt im Clan ist der Spieler als Söldner unterwegs, der Aufträge von verschiedenen Reichen (Draconis-Kombinat, Vereinigtes Commonwealth, ComStar und Freie Republik Rasalhaag) annehmen kann. Dabei gerät er auch mitten in die Ereignisse der Clan-Invasion. Es können weitere Mech-Piloten und sogar Luftunterstützung angeheuert werden, besiegte Mechs lassen sich vom Schlachtfeld bergen, um sie anschließend wiederaufzuarbeiten oder zu verkaufen.
Die Missionen von Mercenaries spielen vor dem Hauptspiel, im Zeitraum 3044 bis zur Schlacht von Luthien 3052. Da Ghost Bear’s Legacy bereits den aktuellen Zeitrahmen der BattleTech-Vorlage erreicht hatte, konnte Activision nicht mehr daran anschließen.

## Rezeption
“MechWarrior 2 is simply the best giant robot game ever made and arguably the most enjoyable ground combat sim of any genre.”

„MechWarrior 2 ist schlicht das beste Riesenroboterspiel, das jemals gemacht wurde, und ist vermutlich die unterhaltsamste Bodenkampfsimulation aller Genres.“

„Was lange währt wird endlich gut. Activisions Fasa-Adaption bekleckert sich grafisch zwar nicht gerade mit Ruhm […]. Auch braucht man eine gewisse Zeit, um sich in die Feinheiten des Mech-Tunings und -Pilotierens einzuspielen. Habt ihr diese Hürde allerdings überwunden, besteht akute ‘Mechwarrior 2’-Suchtgefahr und ihr werdet die Stahlkolosse nicht eher ruhen lassen, bis ihr zum Khan aufgestiegen seid.“

„Begeisterte Anhänger schwerer Roboter-Jungs werden an dieser wilden FASA-Ballerei ihren Heidenspaß haben“

In den ersten drei Monaten nach Veröffentlichung verkaufte sich das Spiel rund 500.000 Mal.
Das Spiel erhielt 1995 den Origins Award als bestes Fantasy- oder Science-Fiction-Computerspiel.
In der Juni-Ausgabe 1996 des US-amerikanischen Spielemagazins Computer Gaming World wurde MechWarrior 2 die beste Weltraumsimulation (sic) des Jahres.
Das Add-on Mercenaries wurde 1997 auf der Game Developers Conference mit dem Spotlight Award ausgezeichnet.
Die deutsche Spielezeitschrift GameStar listete den Titel 1999 auf Platz 38 der wichtigsten Spiele der 1990er.